# Herbert Wimmer
Herbert Wimmer, född 9 november 1944 i Eupen, Belgien, är en tysk före detta professionell fotbollsspelare, mittfältare.
Herbert Wimmer kom fram under 60-talet i det kommande storlaget Borussia Mönchengladbach tillsammans med spelare som Günter Netzer och Berti Vogts. Herbert Wimmer bildade tillsammans med Netzer ett av Bundesliga bästa innermittfält i början av 1970-talet och båda var ordinarie i det tyska lag som vann EM i stor stil sommaren 1972.

## Meriter
- VM i fotboll: 1974
  - Världsmästare 1974
- EM i fotboll: 1972, 1976
  - Europamästare 1972
  - EM-silver 1976

- UEFA-cupmästare 1975, 1979
- Tysk mästare 1970, 1971, 1975, 1976, 1977
- Tysk cupmästare 1973